# Два пути
«Два пути» — второй сборник стихов Владимира Набокова и его единственная книга, вышедшая в соавторстве. Сборник был опубликован соучеником Набокова по Тенишевскому училищу Андреем Балашовым в то время, когда Владимир был уже в Крыму.

## История публикации
Для сборника Набоков отобрал 12 своих стихотворений, написанных в Выре между маем и августом 1917 года. Балашов включил ещё 8 своих стихов, занимающих, однако, большую часть объёма, 17 страниц из 27-и.
Альманах «Два пути» вышел из печати в январе 1918 года. Его тираж составил 500 штук. Выход альманаха был зафиксирован Российской книжной палатой, которая была учреждена в мае 1917 года, указом Временного правительства за подписью управляющего его делами (по совпадению) В. Д. Набокова. Эндрю Филд сообщал, что несколько экземпляров книги были посланы в Крым почтой и попали к Набокову незадолго перед тем, как он навсегда покинул Россию.

### Происхождение названия
Комментатор репринтной публикации Евгений Белодубровский, обсуждая происхождение заглавия сборника, ссылался на стихотворение Некрасова:

Средь мира дольнего
Для сердца вольного
Есть два пути. ...

Некрасов был особо почитаем учителем литературы Тенишевского училища В. В. Гиппиусом. Такое же название «Два пути» носит стихотворение поэта-символиста Н. М. Минского, многократно выступавшего в училище со стихами и лекциями.

Нет двух путей добра и зла,
Есть два пути добра. ...

### Библиографическая редкость
В настоящее время альманах является исключительной библиографической редкостью. Известно о существовании трёх экземпляров, двух — в библиотеках США, и одного — в частном собрании в Петербурге. Один из двух американских экземпляров находится в Библиотеке Техасского университета в Остине и был подарен туда В. Е. Набоковой в 1979 году. В предвоенные годы в библиотеках СССР были по крайней мере 2 экземпляра этого сборника, в одной из общественных библиотек Твери и  в Российской публичной библиотеке.

## Содержание
| 1. Поэту («Ты спустилась ко мне с предрассветной зарёй…»). 2. Сон («Плакала осенняя погода…»). 3. Стихи о России («Русь весёлая, пьяная Русь…»). 4. Две жизни («Бал в полном разгаре, веселье и шутки»). 5. Смерть человека («Колокол небу про жизнь рассказывал…»). 6. «Разве знала ты разлуку». 7. «Весна звала лаская взоры». 8. «Шаталась ночь по улицам пустынным…» | 1. «Тёмно-синие обои голубеют». 2. «Плывут поля, болота мимо». 3. Сонет. («Вернулся я к моей любви забытой»). 4. «Дождь пролетел и сгорел налету». 5. «Мятежными любуясь облаками,…» 6. «Гроза растаяла. Небо ясно». 7. «С дождём и ветром борются берёзы». 8. Осень. («Была в тот день светлей и шире даль»). 9. Сонет. («Безоблачная высь и тишина…»). 10. «Я незнакомые люблю вокзалы». 11. «Вечный ужас. Чёрные трясины». 12. «У мудрых и злых ничего не прошу». |

Стихотворение «Дождь пролетел и сгорел налету» выделено, как единственное из двух юношеских российских сборников (Стихи, 1916 и «Два пути», 1918), вошедшее в основное собрание русских стихотворений «Стихи, 1979», подготовленное Набоковым незадолго до ... и вышедшее после его смерти в издательстве Ardis.

### Рекомендованные источники
- В. П. Старк. Владимир Набоков и Андрей Балашов: «Два пути». // Зарубежная Россия, 1917—1939 / ред. В. Ю. Черняев. — СПб. : Лики России, 2003. — Кн. 2. — С. 322—329. ISBN 5-87417-159-2